# Theclinae
Theclinae (busksommerfugle) er en underfamilie af sommerfugle. De mere end 2000 arter er især udbredt i tropernes skove. Bagvingerne er ofte udstyret med haler. Fra Danmark kendes 6 arter.

## Arter og slægter
De 6 arter i Theclinae, der er registreret i Danmark:
- Slægt Thecla
  - Guldhale (Thecla betulae)
- Slægt Neozephyrus
  - Blåhale (Neozephyrus quercus)
- Slægt Satyrium
  - Det hvide W (Satyrium w-album)
  - Egesommerfugl (Satyrium ilicis)
  - Slåensommerfugl (Satyrium pruni)
- Slægt Callophrys
  - Grøn busksommerfugl (Callophrys rubi)